# Кривошиївка
Кривоши́ївка —  село в Україні, у Коломийчиській сільській громаді Сватівського району Луганської області. Населення становить 209 осіб. Колишній орган місцевого самоврядування — Куземівська сільська рада.

## Новітня історія
Захоплено ЛНР 4 березня. звільнено ЗСУ 6 січня 2023 року.

## Населення

### Мова
Розподіл населення за рідною мовою за даними перепису 2001 року:
| Мова       | Кількість | Відсоток |
| ---------- | --------- | -------- |
| українська | 197       | 94.26%   |
| російська  | 12        | 5.74%    |
| Усього     | 209       | 100%     |